# Ровнин, Лев Иванович
Лев Ива́нович Ро́внин (2 ноября 1928, Термез — 29 октября 2014, Москва) — советский геолог-нефтяник и государственный деятель. Герой Социалистического Труда за выдающиеся успехи, достигнутые в открытии и разведке крупнейших газовых месторождений в Тюменской области (1968). Министр геологии РСФСР (1970—1987), Заслуженный геолог РСФСР.

## Биография

### Ранние годы
Родился 2 ноября 1928 года в посёлке Термез, Узбекская ССР, на пограничной заставе, где нес службу его отец, Иван Никанорович Ровнин. В том же году после демобилизации отца семья вернулась в рабочий поселок Аркадак Саратовской губернии. Здесь Л. Ровнин окончил городскую среднюю школу № 2.
В 1951 году окончил геологический факультет Саратовского университета.

### Карьера
В 1951—1953 годах работал коллектором, старшим геологом Иевлевской буровой партии и Покровской нефтеразведки.
В 1953—1958 годах главный геолог треста «Тюменьнефтегеология».
В 1958—1966 годах — главный геолог, заместитель начальника Тюменского геологического управления. Ему с Юрием Эрвье удалось добиться передачи от Новосибирского геологического управления Сургутской и Нижневартовской нефтеразведок. Зимой 1960 года геофизические данные показали поднятие вокруг Мегиона. В марте 1961 года было открыто Мегионское месторождение (входит в Самотлорское нефтяное месторождение).
Открытие первой промышленной Тюменской нефти в 1960 году он описывает так:

Опробовали скважину испытанным методом открытого забоя в необсаженной колонне — его многие сейчас знают как способ Ровнина — и получили семь тонн нефти! Семь тонн из фундамента! Поняв, что идет выклинивание песчаных пластов юрского периода, я заложил ещё несколько скважин. Знаменитый шестой номер бригады Семена Урусова забурила в мае 1960 года, а 22 июня в Тюмень, в геологическое управление пришла радиограмма. Скважина выдала фонтан под 400 тонн в сутки! Каково?! Мы получили в Шаиме первую промышленную нефть. Это был успех!
В 1966—1967 годах — главный геолог главного Тюменского геологического управления.
При активном участии Ровнина были открыты богатейшие нефтяные месторождения Тюменской области: Усть-Балыкское, Мамонтовское, Сургутское, Шаимское, Самотлорское и другие. За научное обоснование перспектив нефтегазоносности Западной Сибири и открытие первого в этом крае Березовского газоносного района он в 1964 году был удостоен Ленинской премии.
В 1967—1970 годах работал начальником Главного управления по поискам и разведке нефти и газа, член коллегии Министерства геологии РСФСР.
В 1970—1987 годах — министр геологии РСФСР.
Член Тюменского горкома КПСС.
Член Тюменского областного совета профсоюзов.
Вице-президент общества советско-индийской дружбы (1975—1990).
В 1971—1990 годах — депутат Верховного Совета РСФСР.
Делегат 24, 25, 26 и 27 съездов КПСС.
В 1987—1992 годах — консультант, главный специалист Верховного Совета РСФСР.
С 1993 года — главный специалист, советник председателя правления АО «Росшельф».
Читал лекции по морской геологии на кафедре освоения морских нефтегазовых месторождений в Российском государственном университете нефти и газа имени И. М. Губкина.
Создал Общероссийскую организацию ветеранов-геологов и стал её руководителем.

### Личная жизнь
- Жена (с 1951 г.) — Лидия Васильевна Ровнина (урожд. Суетнова; 14 ноября 1927, Перевесинка—6 апреля 2010, Москва). Окончила биологический факультет Саратовского университета. Доктор геолого-минералогических наук (1994 г.; тема диссертации: «Палинология нефтегазоносных отложений мезозоя Западной Сибири»). В течение 40 лет была руководителем палинологической группы, заведующей сектором стратиграфии и палинологии в Институте геологии и разработки горючих ископаемых. Председатель Палинологической комиссии России.
- Дочери: Ольга (г.р. 1952) и Наталья (1959—2023).

Брат и сестра Лидии Васильевны Ровниной — Суетнова Клера Васильевна и Суетнов, Виталий Васильевич также связали свою жизнь с геологией. К. В. Суетнова — кандидат геолого-минералогических наук, специалист по редким землям, возглавляла специализированную партию массовых поисков «Нижневолжскгеологии», защитит кандидатскую диссертацию. В. В. Суетнов — доктор геолого-минералогических наук; возглавлял Институт геологии Дагестанского филиала АН СССР в Махачкале.
Скончался 29 октября 2014 года в Москве, был похоронен на Котляковском кладбище.

## Награды и звания
- 1964 — Ленинская премия, за научное обоснование перспектив нефтегазоносности Запададно-Сибирской низменности и открытие Берёзовского газоносного района.
- 1964 — орден Ленина
- 1968 — Герой Социалистического Труда и орден Ленина
- 1971 — орден Трудового Красного Знамени
- 1974 — Первооткрыватель месторождения, за Уренгойское месторождение
- 1976 — орден Трудового Красного Знамени
- 1978 — звание Заслуженный геолог РСФСР
- 2001 — Орден Почёта[источник не указан 2042 дня]

## Память
- 2017 — Именем Льва Ровнина была названа улица и сквер в Тюмени[8].
- 2019 — Мемориальная доска в Москве на доме где он жил в 1988—2014 годах[9]. Мемориальная доска на школе N2 г.Аркадака Саратовской области где учился Лев Иванович Ровнин открыта 8 ноября 2018 года